# Jamaat-ul-Mujahideen Bangladesh
Pour les articles homonymes, voir JMB.
La Jamaat-ul-Mujahideen Active Bangladesh (Active BD) est une organisation islamiste du Bangladesh fondée en 1998 et interdite depuis le 25 février 2005. Elle réclame l'instauration d'un État islamique au Bangladesh.

## Historique
L'organisation a été fondée en 1998 par des vétérans de la guerre d'Afghanistan. Elle instaure un climat de terreur dans le Nord-Ouest du pays mais est tolérée par le gouvernement issu du Parti nationaliste du Bangladesh car elle pourchasse les communistes clandestins.
Le 17 août 2005, des tracts de ce groupe en arabe et en bengalî ont été retrouvés sur les sites d'environ 350 attentats à la bombe qui ont eu lieu en l'espace d'une heure dans tout le pays. Ses chefs sont exécutés en 2007.
Les terroristes responsables de la fusillade du 1er juillet 2016 à Dacca sont des membres de cette organisation selon Asaduzzaman Khan (en), ministre de l’intérieur du Bangladesh.

## Idéologie
L'objectif du JMB est de remplacer le gouvernement du Bangladesh par un État islamique fondé sur la charia. Elle a déclaré explicitement à maintes reprises qu'elle s'oppose au système politique du Bangladesh et cherche à "construire une société basée sur le modèle islamique établi sur le Coran et les Hadiths" L'organisation suit les idéaux des talibans d'Afghanistan. Son chef aurait déclaré que "notre modèle comprend de nombreux dirigeants et érudits de l'Islam. Mais nous prendrons aux talibans tout ce dont nous avons besoin (idéologie) " Il s'oppose à la démocratie comme étant une violation de la charia ou de la loi islamique.
Elle s'oppose également au socialisme et son objectif avoué est de combattre les extrémistes de gauche, en particulier les cadres du Parti Communiste Communiste Purba Banglar). Le JMB s'oppose également aux activités culturelles, salles de cinéma, sanctuaires et ONG. Dans une autre brochure, il y est marqué : "Nous ne voulons pas de loi Taguti (non islamique), que la loi coranique soit introduite. Les lois encadrées par les humains ne peuvent pas persister et seules les lois d'Allah prévaudront"
Les communiqués de JMB révèlent une doctrine salafiste commune à toutes les organisations islamistes radicales internationales. Un tract de 2005 proclame ainsi:
Nous sommes les soldats d'Allah. Nous avons pris les armes pour l'application de la loi d'Allah de la même manière que le Prophète, les Sahraouis et les moudjahidin héroïques l'ont fait pendant des siècles. Si le gouvernement n'établit pas la loi islamique dans le pays après ce[troisième] avertissement et qu'il arrête tout musulman accusé de chercher les lois d'Allah ou qu'il réprime contre les Alem-Ulema, le Jamaat-ul-Mujahideen [JMB] en subira les représailles, Insha Allah.
Plusieurs membres capturés du groupe ont affirmé que leurs cibles incluent des organisations culturelles et non gouvernementales traditionnelles du Bangladesh telles que BRAC, Proshika et Grameen Bank. Le leader Abdur Rahman aurait enseigné aux agents de la JMB que "ce n'est pas un péché de piller les objets de valeur de la Grameen Bank, du BRAC, de Proshika, d'Asa et de Caritas qui encouragent les femmes à jeter leur Burqa (voile)